# Francesco Busatto
Francesco Busatto, né le 1er novembre 2002, est un coureur cycliste italien.

## Biographie
Né à Bassano del Grappa, Francesco Busatto grandit à Mussolente dans une famille de six enfants. Son père travaille comme ouvrier et sa mère est femme au foyer. À l'âge de huit ans, il commence le cyclisme en s'inscrivant au Cycle Team Cassola 2000. Ses deux frères Matteo et Marco ont également pratiqué ce sport en compétition. 
En 2021, il réalise ses débuts espoirs dans un club italien. Il rejoint ensuite l'équipe continentale General Store-Essegibi-F.Lli Curia en 2022. Bon puncheur, il se distingue chez les amateurs en obtenant de nombreuses places d'honneur. Il obtient également de bons résultats dans des courses du calendrier de l'UCI en terminant deuxième du Grand Prix Industrie del Marmo, cinquième du Piccolo Giro di Lombardia ou encore sixième du Tour du Frioul-Vénétie julienne (deuxième d'une étape). Il conclut sa saison sur la Veneto Classic, où il se classe sixième. Après ses performances, il intègre la réserve de la formation WorldTour Intermarché-Circus-Wanty en 2023.
Vainqueur le 15 avril de Liège-Bastogne-Liège espoirs, la structure Intermarché-Circus-Wanty annonce deux jours plus tard son arrivée dans l'équipe première en 2024 avec un contrat s'étalant jusqu'en fin d'année 2025.

## Palmarès
- 2021
  - 2e de Milan-Busseto
  - 3e du Piccola Sanremo
- 2022
  - 2e du Tour de la Province de Bielle
  - 2e du Grand Prix Industrie del Marmo
  - 2e de la Coppa Medicea
  - 2e du Grand Prix Santa Rita
  - 2e de la Targa Crocifisso
  - 2e de la Coppa Città di San Daniele
  - 3e du Grand Prix Colli Rovescalesi
  - 3e du Challenge Ciclismoweb
- 2023
  -  Champion d'Italie sur route espoirs
  - Liège-Bastogne-Liège espoirs
  - 3e étape de l'Orlen Nations Grand Prix
  - 2e de la Flèche ardennaise
  - 7e du championnat d'Europe sur route espoirs

## Résultats sur les grands tours

### Tour d'Italie
1 participaton
- 2025 : 99e

## Classements mondiaux
| Année                                 | 2022 | 2023 | 2024 |
| ------------------------------------- | ---- | ---- | ---- |
| Classement mondial                    | 590e | 254e | 243e |
| UCI Europe Tour                       | 460e | nc   | nc   |
|                                       |      |      |      |
| Légende : nc = non classéSource : UCI |      |      |      |